# Ганущак Микола Юрійович
Микола Юрійович Гануща́к (12 квітня 1913, Пістинь — 2005) — український майстер художнього ткацтва та килимарства.

## Біографія
Народився 12 квітня 1913 року в селі Пістині (нині Косівський район Івано-Франківської області, Україна). З 1932 року працював у спілці «Гуцульське мистецтво»; протягом 1946—1966 років — старшим майстром Косівської артілі імені Шевченка, згодом — на виробничо-художньому об'єднанні «Гуцульщина». У 1950 році сконструював ткацький верстат, який удвічі пришвидшив процес ткання килимів. Помер у 2005 році.

## Творчість
Виготовляв верети, скатертини, налавники, доріжки. В орнаментах використовував «клинці» з гладенькими або зубчастими контурами, «ружі». Збагатив візерунки дрібними мотивами, витканими з двох боків рядка та невеликою «поверхницею», утвореними «павучками», «кочільцями», «півпавучками», які чергуються з вузенькими візерунками. У веретах поєднував традиції пістинського та косівського ткацтва. Предмети побуту декорував мереживом дрібних візерунків із використанням білого, червоного та бордового кольорів.
Автор сюжетно-тематичних килимів, зокрема «Богдан Хмельницький», «Гуцульщина — будовам комунізму в СРСР» (1950-ті), «Тарас Шевченко». В орнаментальних килимах застосовував колоритні гуцульські мотиви.
Брав участь у всеукраїнських, всесоюзних та закордонних виставках, зокрема у республіканських у 1949, 1951 роках, Коломиї у 1984 році, Косові у 1993, 2003 роках,  Івано-Франківську, Києві,  Москві, Брюсселі, Канаді. Нагороджений дипломом ІІ ступеня Укрхудожпромспілки у Києві за успіхи в художній творчості та значний внесок у розвиток народного мистецтва. 
Твори майстра зберігаються у музеях у Коломиї, Івано-Франківську, Косові, Києві, Львові. У Національному музеї народного мистецтва Гуцульщини та Покуття імені Йосафата Кобринського зберігається 53 твори майстра.